# ふたりはプリキュア Splash Star
『ふたりはプリキュア Splash Star』（ふたりはプリキュア スプラッシュ スター）は、2006年2月5日から2007年1月28日まで、朝日放送の制作により、テレビ朝日系列で毎週日曜8時30分から9時（JST）に全49話が放送された、東映アニメーション制作のテレビアニメ作品。『プリキュアシリーズ』の第3作目にして、2代目のプリキュアに当たる。

## 概要
タイトルにもある『Splash Star』は本作品の世界観をイメージして付けられたものであり、タイトルロゴにもあるとおり『ふたりはプリキュア Splash☆Star』と☆つきで表記されることもある。
2004年のシリーズ開始の際より、スタッフ間で今までのキャラクターのまま続行するか検討した際、「キャラクターを変えてシリーズを続ければどうか」といった提案から企画された番組である。女児向けアニメシリーズがメインキャラクターを一新することは前例になく、当時スタッフ間ではかなりの議論が行われた。そこに至るまでに前作のキャラクターのままシリーズを続投するという選択肢も存在していたが、「従来通りの継続方法では、数年後先細りするかもしれない」という危惧や、オリジナル作品を2年間監督し続けたシリーズディレクターの西尾大介の消耗を感じていたことから新たな方針を提案し、そのまま決定した。
プロデューサーの鷲尾天は、新たなシリーズディレクターとして小村敏明を起用した。小村は鷲尾から見て「子供向けアニメをよく理解している」人物であり、保護者が嫌がる描写や食べ物を粗末にするなどといった描写は絶対にしないからという理由からの抜擢で、結果として鷲尾は本作品がやわらかい世界観になったと語っている。
次作『Yes!プリキュア5』にてハイビジョン制作に移行したのに伴い、本作品はプリキュアシリーズ最後の非ハイビジョン作品となった。

### 特徴
前作『ふたりはプリキュアMaxHeart』が派手な格闘アクションが中心だったのに対し、本作品のシリーズディレクターを務める小村は「日曜の朝の番組としてはちょっと刺激が強すぎる」と感じていた。加えて前作に寄せられた「アクションが派手すぎる」、「子供が怖がる」といった声を取り入れた結果、本作品は光を効果的に使用する柔らかい感じの作風を意識して制作が行われることになる。戦闘においても前述の光の演出を取り入れることで、「攻撃」より「守り」のイメージを強く伝えようとする意図があった。本作品のこういった演出により、戦闘シーンはバリエーション豊かになった。また、変身や世界観における背景も、前作までの鉛色や暗雲のイメージから一転して、空や海、そして新緑の木々など、自然物が中心になっている。
また、小村の「『世界名作劇場』のようにもう少し日常を前面に出せないだろうか」という考えから、日常描写にも力が入れられており、主人公の家族の出番を意識的にあげることによって、結果各キャラクターへの親近感が向上した。
キャラクターデザインの稲上晃は、本作品の主人公をデザインする上で「前作の二人を越えるのは大変だろう」と考え、イメージとして妹分的なコンセプトを意識したという。身長は二人ともほぼ同じで揃っており、印象としては「前作より幼く見えるかも」としている。

### 評価
以上に挙げられた方向転換は、新規視聴者の取り込みや新規商品の販売といった都合を踏まえての決断であったが、その結果は必ずしも芳しいものとは言えなかった。当初2006年の経営計画としてバンダイが発表した年間売上目標（90億円）を下回り、同年第1四半期には70億円目標に下方修正された。同年中間決算期の説明会ではバンダイ（当時）の社長より「女児玩具の売れ行きが非常に厳しい」と語られた。その後も厳しい戦況は続き、第3四半期における再度の下方修正をへて、最終決算は60億円（年初計画の三分の二、前年比約49%）にまで下がることとなった 。この商業面での苦戦は、メインキャラクターの刷新が裏目に出たとも言われている。
本作は、前2作と同様に2年間続く予定であったが、上記の商業面の不振のため2年目の作品は作られず、世界観を一新した『Yes!プリキュア5』へ移行することとなった。またこれに伴い、本来2年目を想定して作られていたバリエーションが、物語中盤より登場するキュアブライトとキュアウィンディとして起用された。鷲尾自身は「次も続くだろうという慢心があったためだ」と述べつつ、現場としては「充実したいい作品を作ったと自負している」など、本作品の内容に対する自己評価を下しており、同時にこの経験が次のプリキュアのアプローチを大きく変えなくてはいけないと考えるに至った契機にもなったと語っている。またこうした商業面での苦戦は、結果的にスポンサー各社の間での結束を強めることにも繋がり、翌年以降の企業間でのコラボレーションを重視する体制作りへと反映されていったという。

## あらすじ
海原市立夕凪中学校に通う2人の女子中学生、日向咲と美翔舞。幼い頃に「大空の樹」で妖精を見た2人は引っ越しで別れて以来、5年の月日を経て同じ場所で再会する。その時、2人の元にかつての妖精達「泉の郷」からやってきた花の精・フラッピと鳥の精・チョッピが現れ、力を貸して欲しいと頼まれる。2人は「伝説の戦士プリキュア」に変身し、滅びの力で世界を支配しようとするアクダイカーンやその手下と戦い、奪われた泉の郷の七つの泉を取り戻していく。

## 登場人物

### プリキュア
日向 咲（ひゅうが さき） / キュアブルーム / キュアブライト
声 - 樹元オリエ
本作品の主人公で、夕凪中学校2年生。調子が良い時に決める口癖は「絶好調ナリ」。8月7日生まれ、O型。
のほほんとしたマイペースな性格だが、そこにいるだけで周囲を明るくさせるムードメーカー。その明るさから、人と人とのパイプ役を無意識に務めることもある。怒ると頑固な一面もあり、ダークフォールの幹部に脅されても屈せずに反抗している。敵幹部の名前を何度も間違えたりと、天然ボケなところを見せるときがある。一方で、機転が利く一面もみせる。
朝が苦手でよく寝坊し、それに伴った遅刻癖がある。
幼い頃から、両親に自然や物の大切さを教えられている。和也に密かな恋心を持っており、彼を前にするとしおらしくなる。
ソフトボール部で投手と4番打者を務め、第1話冒頭の部内練習試合では10人連続奪三振を達成している。最終話では部長としてチームをリーグ戦優勝に導いた。
家は両親が営む「ベーカリーPANPAKAパン」というパン屋。自らも両親のパンやケーキが大好きで、接客や配達の手伝いを務めている。
勉強・絵画は苦手だが、ソフトボールでは超がつくほど活発になる。
手作りの料理は不格好な反面、味は好評である。
春期・秋期の普段着は黄色の上着に、ピンクと白の縞模様のシャツを着ており、赤いミニスカートを穿いて、スニーカーを履いている。夏季は黄色いシャツに、短いジーパンを穿いている。普段着には共通して、ネコのような模様がプリントされている。
美翔 舞（みしょう まい） / キュアイーグレット / キュアウィンディ
声 - 榎本温子
本作品のもう一人の主人公で、「夕凪中学校」に転校してきた 転校生。咲と同じ2年生。
11月20日生まれ、血液型はAB型。
咲や精霊たちなど一部を除き、基本的に他者に対して主にクラスメイトに苗字で「さん」「くん」付けで呼んでいる。当初は咲とも苗字で呼び合っていたが、後に互いの名前（呼び捨て）で呼ぶようになる。
5年前までは舞台となる街で暮らしていたことがあり、その頃遊びに行った縁日でフラッピとチョッピに導かれたことによって、咲とは一度だけ出会っている。第1話で再び引っ越してきて咲に再会した。
普段は物静かで、お淑やかな性格。勘が鋭く、満と薫の様子から2人がなにか秘密を抱えていることにいち早く気づいていた。一方でギャグと色恋には疎い面がある。
親友の咲を大事に思っており、彼女が落ちこむ際には励ましに行くなどして支えている。逆に、自分が悩んだり落ち込んだりしたとき、彼女の明るさによく救われている。
絵を描くことが好きで、その美意識は高い。熱心にデッサンをすると、名前を呼ばれても気づかないほど集中する癖がある。この性質をみた咲と彩乃の薦めから、美術部に所属している。
自宅は夕凪中学校が立つ山の中腹にあり、最上階のドームには天体望遠鏡が備えられている。
多忙な両親を助けて家事をすることが多く、料理やお菓子作り、縫い物を得意としている。
春期・秋期の普段着はブラウスの上に長袖ジャケットを着ており、下は青色のスキニータイプの長いジーパンを穿いていて、夏季は水色に薄ピンク色のラインが入ったワンピースを着て、ローヒールを履いている。普段着には共通して、パレットのような模様がプリントされている。

### 泉の郷
泉の精霊たちが住んでいる自然豊かな世界。「世界樹」がそびえ、その周囲には世界樹を支えている「七つの泉」がある。
王女のフィーリアによって治められていたが、ダークフォールの侵攻により、第1話の時点では六つの泉が枯れ果てている。
フィーリア
声 - 川田妙子
「泉の郷」の王女。小柄であり、目は閉じているのが特徴。
全ての命を生み出す「世界樹」の精霊で、「奇跡の雫」が7個集まるごとに降臨する。
当初は精霊の力が弱かったために声は聞けなかったが、「土の泉」を取り戻したことで心の声を伝え、「金の泉」を取り戻した際には咲たちと肉声で会話できるようになる。
戦闘能力は弱いが、生命を慈しんでおり、滅びの力で生まれた満と薫のことも案じている。また、気配のみでゴーヤーンに気づく鋭い感覚をもつ。
「フェアリーキャラフェ」をゴーヤーンに奪われ、本来の姿を維持できなくなるが、ダークフォールから身を隠して「緑の郷」に滞在するためコロネに憑依し、彼に会話能力を貸し与えた。
最終回ではコロネから離れ、世界樹へと帰還した。

#### 妖精
ムープとフープはアイテム状態への変身はせず、シリーズでは初めて形態変化をしないマスコットである。浮遊能力のあるマスコットとしても初。
フラッピ
声 - 山口勝平
「泉の郷」からやってきた花の精で、咲のパートナー。語尾は「ラピ」。
身体は水色で、耳は細長い渦巻状になっている。額には花のつぼみのような形の青い模様があり、尻尾もそれと同じ形状をしている。
普段は「ミックス・コミューン」として、携帯電話のような形をしている。
少しワガママなところもあるが、元気な性格。花の精であるため、雨の日にはさらに活発になる。
ふりかけごはんが好物で、おやつにはお汁粉を好んで食べる。
チョッピに想いを寄せているが、タイミングの悪さとチョッピの鈍感さが災いし、なかなか想いを伝えられずにいる。
中盤になるとムープとフープから「月の力」と「風の力」を受け、チョッピとともに「クリスタル・コミューン」へとパワーアップし、咲をキュアブライトの姿に変身させることが可能となる。
ダークフォールとの最終決戦が終結したあと、チョッピに想いを伝えたことで親密な仲になった。
チョッピ
声 - 松来未祐
「泉の郷」からやってきた鳥の精で、舞のパートナー。語尾は「チョピ」。
身体は乳白色で、耳は横に垂れてカールしている。額には鳥が翼を広げたような形のピンク色の模様があり、尻尾もそれと同じ形状をしている。
普段はフラッピ同様「ミックス・コミューン」として、携帯電話のような形をしている。
フラッピからの求愛に気づかないなど、恋愛には鈍感。悩みを自分の中だけで溜めこむ性格。
フラッピ同様に中盤では「クリスタル・コミューン」へとパワーアップし、舞をキュアウィンディの姿に変身させることが可能となる。
ムープ
声 - 渕崎ゆり子
泉の郷にある「空の泉」からやってきた、月の精の男の子。語尾は「ムプ」。
人魂のような姿をしていて、身体は薄い緑色。尻尾と小さな手がついており、空中を浮遊して移動する。額には満月にピンクのハートがついたような黄色い模様があり、尻尾には赤い宝玉が付いている。
少し幼気な性格。初登場したときは人見知りが激しかったが、すぐに咲たちと打ち解ける。
フープたちとテレビのワイドショーを見ることで、緑の郷の大人っぽい言い回しを覚えた。
咲がキュアブライトに変身するときに力を与える。普段はフープとともに、「スプラッシュコミューン」に住みついている。
最終決戦の際、「月の力」で満を変身させた。
フープ
声 - 岡村明美
泉の郷にある「空の泉」からやってきた、風の精の女の子。語尾は「ププ」。
ムープと似た姿をしており、身体は薄いピンク色。額には小さな旋風のようなピンク色の模様があり、尻尾には青い宝玉が付いている。
舞がキュアウィンディに変身するときに力を与える。
初登場したときは人見知りが激しく、すぐ物陰に隠れたりしていた。
最終決戦の際、「風の力」で薫を変身させた。
ニギニギ、レスレス、アマアマ
声 - 苗木将也（ニギニギ）、埴岡由紀子（レスレスとアマアマの2役）
コミューンでフラッピたちを世話する際に出てくる妖精。
ニギニギは食事担当で、オニギリのような姿をしている。レスレスはニギニギの相方。アマアマは前述の2体の後輩。

### ダークフォール
プリキュアの敵対勢力。アクダイカーンが支配している滅びの国であるが、実態はアクダイカーンの側近であるゴーヤーンが裏から操っている。暗い空と海に覆われた岩山の洞窟がある異世界を本拠地にしている。
全ての世界と生命を滅ぼすことを目的に掲げ、その目的を達成させるために必要な「世界樹」という全ての世界の生命を司る大樹を滅ぼすため、その世界樹を支えている「泉の郷」にある7つの泉のうち6つの泉を滅ぼした末に侵略し、既にフラッピとチョッピの祖国である泉の郷を滅亡させている。
最後の泉である「太陽の泉」を捜索しており、泉の郷の生き残りであるフラッピとチョッピを「太陽の泉の場所を知っている」という理由で追跡し、彼らを追って「緑の郷」（地球）に侵攻してきた。また、「ウザイナー」という怪物を使役してフラッピとチョッピの保護者であるプリキュアの討伐も目的にしている。

#### 上層部
アクダイカーン
声 - 五代高之
ダークフォールの支配者として君臨しながら深部に鎮座している巨大な男性怪人。一人称は「われ」。
漆黒の鎧武者のような姿をしており、頭部には三日月型の前立をつけた兜をかぶり、身体には羽織を着用している。
全ての世界を滅びの世界に変えようと目論み、「生きとし生きるすべてのものはいつか滅びる」という信念をもつが、実際は自分だけが永遠の存在になることを考えている。そのため、ダークフォール自体もいずれ滅びの対象にしている。
非常に厳格かつ冷酷な暴君として振る舞っており、失敗が重なる配下には容赦なく制裁や叱責を与え、それは娘扱いしている満と薫も例外ではなく、彼女たちが離反した際にはすぐに始末しようとするなど、冷徹かつ非常な存在として徹底している。
その正体は、ゴーヤーンによって創造されたダークフォールの表向きの支配者で、身体の中は空洞となっており、ダークフォール内にある巨大な青白い「炎」が自身の生命の源であるため、その炎が消滅すると自身も消滅する仕組みになっている。
とてつもなく強大な滅びの力を有し、手から放つ紫色の巨大な破壊光線を駆使して攻撃するほか、プリキュアたちの必殺技である「プリキュア・ツイン・ストリーム・スプラッシュ」をも無効化にできる。
第23話にて、満と薫の離反によって憤慨し、ダークフォールへとやってきたプリキュア共々2人を始末しようとするが、満と薫に阻止されて、結果としてプリキュアだけには逃げられる。
第46話にて、ダークフォールへと再度やってきたプリキュアたちを強大な力で追いつめたが、精霊の力を得たプリキュアたちの必殺技である「プリキュア・スパイラル・スター・スプラッシュ」受けて致命傷を負い、最終的にはダークフォールまでも破壊しようと暴走し、ついにはゴーヤーンにも止められるが拒絶したため、見限った彼に自身の生命の源を破壊されて消滅した。
ゴーヤーン
声 - 森川智之
アクダイカーンの側近を務める小柄な男性怪人。ゴーヤのような顔が特徴で、羽織と袴を身に纏う。一人称は「わたし」。
基本的には揉み手をしながら低姿勢で接してくるが、相手を見透かす狡猾かつ嫌味な性格であるため、戦士たちからは煙たがられている。また、ダジャレ好きな一面ももつ。
ダークフォールに自分だけの隠れ家を建設していたが、後述にあるプリキュアとの闘争で破壊されたため、第42話にて再建した。
外見に反して強大な戦闘能力を有し、手から強力な闇のエネルギーを放出して攻撃するほか、満と薫を凌駕するほどの腕力をもつ。
その正体は、アクダイカーンを生みだしたダークフォールの黒幕にして、「泉の郷」を直接的に滅ぼした張本人でもあり、アクダイカーンが世界を滅ぼした後は自分が世界の支配者になろうと目論んでいる。
元々は何もない宇宙のころから存在していたが、あとから数々の星や生命が誕生していくのを「やかましく不安定になった」と不快に感じており、宇宙を元の暗黒の静けさに戻すことを真の目的としている。
満と薫の登場後は「緑の郷」に出向いて戦士の様子を伺うことも多くなり、同時に戦士たちに振り回されることも多くなる。
第41話にて、フィーリアから「フェアリーキャラフェ」を強奪し、フェアリーキャラフェの中に滅びの力を混入させることで、プリキュアに倒されたカレハーン、モエルンバ、ドロドロン、ミズ・シタターレ、キントレスキーを再生させるが、結果的には失敗に終わる。
第47話にて、暴走したアクダイカーンを鎮めようとするが、拒絶されたことでやむを得ずアクダイカーンを消滅させたあと、自身の正体を露わにする。そして、用済みになったダークフォールを消滅させ、プリキュア諸共緑の郷を滅ぼそうと動きだす。
第48話にて、自分の目的を阻止してくるプリキュアおよび満と薫と激闘をくり広げる際、緑の郷の海が「太陽の泉」だと気づき、緑の郷の精霊の力を弱めたうえに太陽の泉を枯らして、ついに地球を滅びの世界に変貌することに成功する。続く第49話では、新しい力を得たプリキュアたちの猛反撃を受けた怒りで地球を破壊するが、最終的にはプリキュアたちの必殺技である「プリキュア・スパイラルハート・スプラッシュスター」を受けて形勢が逆転し、最後の抵抗としてプリキュアたちを道連れにしようとするも敵わず、ついに完全消滅した。
のちの『映画 プリキュアオールスターズ みんなで歌う♪奇跡の魔法!』では、ソルシエールの魔法で生み出した幻が登場している。
最終形態
長身かつ筋肉質な身体に変貌し、緑と黒を基調とした身体が特徴で、長い尻尾を生やしている。性格は冷静になるが、口調までは変わらない。
無限の滅びの力と高い戦闘能力を持ち、手から赤い光球型の光線で攻撃したり、黒色な球体で周囲を破壊するほか、本気を出すと地球および周辺を崩壊させることができる。

#### 滅びの戦士
アクダイカーンに忠誠を誓う5人の滅びの戦士。ダークフォールが侵略した「泉の郷」にある各泉の支配権を与えられており、戦士1人につき1つの泉を支配している。いずれの者も五行思想がモチーフとなっている。
いずれの者も滅びの力が源であり、戦士は滅びの力を使い果たすと自分自身の身体を構成している素体に戻って消滅する仕組みになっているが、素体と滅びの力さえ残されていれば再生することができる。
一度は全員プリキュアに倒されたが、第41話よりゴーヤーンがプリキュアとその仲間から強奪した「キャラフェ」の力で全員復活する。復活後は身体が一部黒く変色しており、ゴーヤーンのマークが入っているのが特徴。精霊の力を無効化するなど滅びの力も以前より強化されているが、ゴーヤーンのマークを破壊されると滅びの力が本来の水準にまで下がる。プリキュアたちに浄化されると元の姿に戻り、「ミニゴーヤーン」と化して散らばる。
後の『映画 プリキュアオールスターズDX2 希望の光☆レインボージュエルを守れ!』にて、ドロドロン以外の4人はボトムの力によって復活で、『映画 プリキュアオールスターズNewStage3 永遠のともだち』にて、カレハーン以外の4人は咲の夢の中で再登場する。
なお、映画版では「サーロイン」というダークフォールの比類なき滅びの戦士が登場する。
カレハーン
声 - 千葉一伸
「カレっち」という愛称で ダークフォールの戦士を務める男性怪人。お下げの長髪が特徴。一人称は「オレ」。
枯葉を素体にされて生み出された存在のため、緑色の枯葉のような身体をしており、顔は紫色の枯葉で構成されている。また、元は枯葉であるために燃えやすい体質であり、モエルンバに触られただけで焼けそうになる。
冷静かつ真面目な人物として振る舞っており、主君にあたるアクダイカーンの命令には忠実に従っているが、ゴーヤーンの嫌味に不快感を見せたり、咲に名前を「カレーパン」と間違えられては憤慨するなど、短気な一面が多々ある。
ダークフォールでは「樹の泉」の支配者であり、木と関連するウザイナーを生みだし、植物や樹関連のものを操ることができる。
第7話にて最後の戦いを決意し、山の木々から作りだしたウザイナーと融合してプリキュアたちに挑み、精霊の力を吸収するなどして圧倒するが、結果的にはプリキュアの奮闘により形勢が逆転され、最終的には力を使い果たして素体である枯葉の姿に戻った。
復活した第42話では、相性の悪いタッグを連続で組まされ（1度目はモエルンバ、2度目はドロドロン）、不満を漏らし、プリキュアたちに再度倒された。復活を果たした際には、「踊るヤツとは反りが合わない」という理由で抱きついてくるモエルンバを「暑苦しい」と酷評し、ドロドロンに対しても合わないと主張している。
最終形態
第7話にてウザイナーと合体した姿。大樹のような姿に変貌し、額にはカレハーンの顔があり、上半身部分にはウザイナーの大きな口がある。
戦闘能力が上がっており、ウザイナーの手や口から攻撃をしかけ、プリキュアの技を無効化することもできる。

モエルンバ
声 - 難波圭一
スペイン語を変えて話しながらダークフォールの戦士を務める男性怪人。厚化粧にアフロの髪型が特徴。一人称は「オレ」で、口癖は「チャ、チャ、チャ♪」。
炎を素体に生み出された存在のため、赤と黄を基調とした炎のような身体で構成されている。また、水に濡れても平気な体質をもつ。
基本的に陽気な人物として振る舞っており、ゴーヤーンの嫌味には苛立ちを感じつつも明るく返しているため、ゴーヤーンからは変人扱いされている。また、サンバを踊ることを好む。
ダークフォールでは「火の泉」の支配者であり、炎と関連するウザイナーを生みだすが、炎とは直接的に関係しない海の生物をいくつか使役した。
第8話から登場し、殉職したカレハーンに代わって任務を遂行する。しかし、第13話にて最後の戦いを決意し、2体のウザイナーを使役してプリキュアに挑むが、結果的に敗北したことで素体である炎の姿に戻った。
復活した第43話では、キントレスキーと組んでプリキュアたちに挑むが、キントレスキーの制止を聞き入れずに冒進し、再度倒される。復活を果たした際には、カレハーンに抱きついて好意をもつ素振りをみせていたが、カレハーンに自身の踊りを酷評された際は怒りを露わにしていた。
ドロドロン
声 - 岩田光央
ダークフォールの戦士を務める男性怪人。巨大な体格にクモのような6つの触手と赤い目が特徴。一人称は「ボク」。
土を素体に生み出された存在のため、橙色と青色を基調とした泥のような身体で構成されている。また、泥や水を吸収すると強化することもできる。
陰湿かつ根暗な人物として振る舞っており、楽しそうにする者を憎悪したり、会話をする際にも小声で話す傾向にある。また、満と薫の提案を曲解したり、任務が失敗するとゴーヤーンに泣きつくなど、単細胞かつ気弱な一面をもつ。
ダークフォールでは「土の泉」の支配者であり、泥の弾を飛ばしたり、手の平からクモの巣状の糸を放つことができる。また、土に関連したウザイナーを生みだし、移動の際には地中を掘って移動する。
第14話から登場し、殉職したモエルンバに代わって任務を遂行する。同時に、満と薫も任務に就いており、いつも彼女たちに仕事の邪魔をされている。しかし、第20話にて最後の戦いを決意し、泥や雨のパワーを吸収して巨大化した上、ウザイナーと合体してさらにパワーアップするが、それが仇となって動きが鈍くなり、最終的にはその隙を疲れる形でプリキュアたちの反撃を受けて素体である土の姿に戻った。
復活した第44話ではミズ・シタターレと組むが、邪魔者扱いされている。復活前と同様に泥を吸収して巨大化するも、プリキュアに再度倒される。
最終形態
第20話にてウザイナーと合体した姿。巨大化したドロドロンの身体に埴輪の鎧をつけた姿に変貌し、額にはドロドロンの顔がある。
パワーは上がっているが、上半身が大きく下半身が小さいため、身体のバランスがとれにくいという弱点がある。

ミズ・シタターレ
声 - 松井菜桜子
ダークフォールの戦士を務めるアクダイカーンも信頼するほどの実力を持つ女性怪人。褐色の肌に縦ロールの銀髪が特徴。一人称は「わたくし」。
水を素体にして生み出された存在のため、身体は水で構成されているが、比較的に人間に近い容姿をしている。また、水色の着物を着用し、頭部には3本の簪をつけている。なお、人間への変装が得意であり、その際には瞳ができる。
傲慢かつ高飛車な人物として振る舞っているが、咲からしきりに「ハナミズターレ」と名前を間違えられては憤慨するなど、感情が昂ると言動が荒くなる傾向にある。また、少々天然な一面もある。
ゴーヤーンのことは「ゴーちゃん」と呼び、彼に手柄を横取りされることを非常に嫌うため、フラッピとチョッピがゴーヤーンに誘拐された際は、プリキュアをゴーヤーンの隠れ家へと誘導したこともあった。
ダークフォールでは「水の泉」の支配者であり、戦闘能力はカレハーンとモエルンバとドロドロンより格段に高く、「プリキュア・ツインストリームス・プラッシュ」を水球で弾き返す程の力を持ち、水と関連したウザイナーを生みだし、水や氷を自由に操ることもできる。
輪投げとヨーヨー釣の腕前は極上で、ほかにも水芸が得意であり、芸にはプライドを持っている。
第24話から登場し、殉職したドロドロンに代わって任務を遂行する。しかし、第32話にて最後の戦いを決意し、ウザイナーを引き連れてプリキュアたちに挑み、滅びの力で周囲を砂漠に変えるが、最終的には奮起したプリキュアたちの「プリキュア・スパイラルハート・スプラッシュ」を受けて素体である水に姿に戻った。
復活した第45話では、キントレスキーと「PANPAKAパン」に来店した際に大介から夫婦と見間違えられる。最期はキントレスキーとともにプリキュアに再敗北して消滅し、その際にはキントレスキーの告白めいたセリフに顔を赤らめていた。
キントレスキー
声 - 小杉十郎太
ダークフォールの戦士を務める男性怪人で、ダークフォールの最強の戦士とも称されている。橙色のモヒカン刈りと口ヒゲが特徴。一人称は「わたし」。
砂金を素体にして生み出された存在のため、全身が金色の筋肉質な身体をしており、その身体は鋼のような硬さを持つ。また、上半身は手袋のみの裸で、下半身には黒色のスパッツを履いている。変装する際には瞳があり、肌も人間に近い色になる。
正々堂々の勝負を好む熱血な人物として振る舞い、心身の鍛錬を最も重視し、義理堅さと礼節を弁えている。その反面、勝利や結果に固執するが故に、結果を伴わない努力を切り捨てるという冷徹な一面をもつ。
緑の郷では「PANPAKAパン」のチョココロネが好物で、店の常連客となって大介とも親しくなり、「面構えがいい」という理由でコロネのことも気に入る。また、絵を描くのが得意。
ダークフォールでは「金の泉」の支配者であり、アクダイカーンへの忠誠心も高いが、任務よりもプリキュアとの真剣勝負を優先しているため、ウザイナーを使役するのは「プリキュアを鍛える」ことが目的である。なお、最新トレーニング器具を集めて置いた、広さ千畳のプライベート空間「スペシャルマッスルトレーニングルーム」（略称は「わたしの部屋」）を保有している。
第33話から登場し、ゴーヤーンの度重なる説得によって重い腰をあげ、殉職したミズ・シタターレに代わって任務を遂行する。しかし、第40話にて最後の戦いを決意し、全力でプリキュアたちに挑むが、最終的には彼女たちの必殺技である「プリキュア・スパイラルスター・スプラッシュ」を受けて敗北し、戦いに満足しながら「奇跡の雫」をプリキュアに渡して素体である砂金の姿に戻った。
復活した第45話では、ミズ・シタターレとPANPAKAパンを訪れた際に夫婦と間違われる。最期はプリキュアたちに再度敗北し、ミズ・シタターレに事実上の告白を告げつつ消滅した。
最終形態
本気の状態の姿。両腕両脚をはじめとした筋肉が増強され、モヒカンと口ヒゲも増量する。また、体も大きくなる。
戦闘能力が格段に上がっており、パンチの一撃でコンクリートの壁などを溶かすことも可能になる。

#### 満と薫
アクダイカーンにより「命の炎」を分け与えられて生みだされた存在で、その恩義からアクダイカーンに忠誠を誓う2人の滅びの戦士。同じ名字だが、二卵性双生児の姉妹なのかは不明。私生活では「夕凪中学校」の制服を着ているが、戦闘時には灰色のタートルネックの長袖シャツと黒いロングスカートを身に纏った姿に変わり、赤黒いエネルギー弾を攻守に渡り駆使する。
ダークフォールでは「空の泉」の支配者であり、泉の番を任されていた。このときに出会ったムープやフープを滅ぼさず（満は『弱そうだから興味が無い』と考えていた）に見逃し、一時的に行動をともにしていた。
カレハーンとモエルンバを相次いで倒したプリキュアに興味を持ち、独断で「緑の郷」に現れては「夕凪中学校」に転校生として潜入し、咲や舞のクラスメイトとなる。用事がない際には、海に建つ「ヒョウタン岩」にたむろしている。
高い知能と身体能力がある反面、緑の郷の常識（感情など含む）については非常に疎い。友情にも興味を示さず、周囲への受け答えも素気なかったが、咲や舞との交流から人間愛を知り、緑の郷を強いて滅ぼすことに疑念を抱くようになる。また、第三者がいる状況では咲と舞を襲うことはせず、敵意を高めない限りは妖精たちに察知されることもない。
第23話にて、緑の郷を滅ぼさないようアクダイカーンに懇願するが、裏切り者として制裁を受け、プリキュアに「奇跡の雫」を託し、そのあとはダークフォールの底で封印されて眠りにつく。そのため、緑の郷の人々にも忘れられることになる。
第42話にて、フィーリアの操った「キャラフェ」の力により復活し、人々の記憶にも戻った。しかし、ダークフォール由来の滅びの力で生み出され、緑の郷由来の精霊の力で復活した彼女達は、戦いが終わり、どちらかの力が消滅すれば自分達も消える可能性をフィーリアから告げられる。
以降は「アクダイカーンに生みだしてもらった恩義」と「咲や舞との友情」との間の葛藤や、自分達の消滅の可能性に思い悩みながらも、「消滅するそのときまででもいいから、咲や舞と一緒にいたい」という強い思いからプリキュアに全面協力するようになる。
最終回ではプリキュアとともに「月」と「風」の力を受けて変身し、ゴーヤーンと戦う。その際は、瞳にハイライトが映るようになる。戦闘後は滅びの力が尽きたことにより消滅しかけたが、フィーリアや精霊たちの力で新しい生命を得て復活し、穏やかな表情を見せるなど感情豊かとなり、咲や舞と平穏な生活を送るようになる。
『プリキュアオールスターズDX』シリーズの監督の大塚隆史が好きなキャラクターとして挙げているが、プリキュアとして部類されず、クロスオーバー作品では他作品の改心した敵キャラクターたちとともにサブキャラクターかつモブキャラクターとして登場している。なお「ストーリー終盤で改心しプリキュアと共闘しながら公式プリキュア扱いされない」敵の女性キャラクターは長きに渡ってこの2人だけだったが、2013年に放送された『ドキドキ!プリキュア』のレジーナが加わって計3名になった。
霧生 満（きりゅう みちる）
声 - 渕崎ゆり子
赤色をしたショートヘアの少女。目の色も赤だが、フィーリア王女に緑の郷の精霊の力で復活して以降は赤みのある茶色になり、人間と同じ形の目に変わる。頭脳明晰で運動神経も抜群。一人称は「わたし」。
冷たい性格だが、薫と比較して当初から社交的な一面を見せており、人との交流を避ける薫をフォローすることが多い。
薫が「緑の郷」の人間に情を見せたり、みのりに対して笑顔を見せたことに驚き、情に流される彼女に苦言を呈することもある。
パン屋の手伝いをしたり、咲に「勉強を教えてほしい」と請われるうちに薫と同様に心境の変化が表れ、そのことを薫に指摘された際には取り乱すこともある。
正体を明かしてもなお、自分を「友だち」と呼び続ける咲と意地になって戦い続けるが、最後は「運命を変えたい」とする薫に止められる。
自分たちの運命に対しては悲観的で、咲に説かれたり薫の思いを聞いた後も「運命を変えられるわけがない」と否定する。だが、復活後は薫と同様に前向きになる。
改心して以降は、咲の影響でパンづくりに興味を示すようになり、最終回では咲の顔をイメージしたパンを作った。この際、ノースリーブの黒い服に緑色のキュロットスカートという私服が公開され、のちのオールスターズ映画に登場する際はその衣装で登場する。
月の力
最終決戦において霧生満が変身した姿。胸元にムープの額のマークがついた黄緑色の長袍のような羽衣を纏う。
普段よりも髪が伸びて、前髪もブルームやブライトのように厚みのあるものに変化する。丸っこいイヤリングはムープの尻尾についた宝玉と同じ色をしている。
キュアブライトとは異なり「月の光よ！」と唱えて力を扱うほか、手から明るい黄緑色のエネルギー光球を放ち、閃撃する。

霧生 薫（きりゅう かおる）
声 - 今井由香（第14話 - 第19話）→岡村明美（第20話 - 第49話）
青色のオールバックのロングヘアが特徴で、比較的に長身な少女。目の色も青だが、フィーリア王女に緑の郷の精霊の力で復活して以降は藤色（薄い青紫色）に変化し、人間と同じ形の目になっている。一人称は「わたし」。
無愛想だが、実際は満より情に流されやすく、早期に「緑の郷」の人間に対して情を見せはじめる。
学校内ではクラスメイトなどを冷たくあしらうが、満と同じく頭脳明晰かつ運動神経が抜群。
みのりと初めて会話した際には、無意識ながら彼女を子供扱いせず、対等な立場でアドバイスをしたことで、みのりに懐かれる契機となる。その後もみのりのことを気にかけており、彼女を危険から守っている。
ドロドロンの攻撃に苦しむプリキュアを密かに助けるなど、心境の変化が大きくなり、プリキュアに正体を明かして戦った際も舞から「生命の大切さを知っている2人が、滅びを望むわけがない」と説かれ、結果的には自分に正直になる。
復活して以降は、以前よりも豊かな表情を見せるようになり、舞の影響で絵を描くことが好きになって、美術部のメンバーと一緒に絵を描いている場面も見られる。この際、白のジャケットにパンツルックという私服が公開され、後のオールスターズ映画に登場する際はその衣装で登場する。
風の力
最終決戦において霧生薫が変身した姿。胸元にフープの額のマークがついた、空色の長袍のような羽衣を纏う。
普段よりも髪が伸びて、横に広がっている。丸っこいイヤリングはフープの尻尾についた宝玉と同じ色をしている。
キュアウィンディとは異なり「天空の風よ！」と唱えて力を扱うほか、両手から濃いピンク色の大爆風を呼びだし、敵を吹き飛ばす。

#### 怪物
ウザイナー
声 - 渡辺英雄
ダークフォールの滅びの戦士たちが使役する怪物。闇に染められた精霊たちが物に憑りつくことで誕生する。終始「ウザイナー」という鳴き声を発する。
憑りつくものは滅びの戦士の操る力によって異なり、幹部自身が融合することもある。
全固体の共通点として、頭部にUの字状の突起がついている。プリキュアに浄化されると元の精霊に戻り、同時に奇跡の雫を一粒放出する（ただし、映画に登場したものは除く）。

### プリキュアの家族

#### 日向家
日向 大介（ひゅうが だいすけ）
声 - 楠見尚己
咲の父親。PANPAKAパンの店主兼パティシエ。
ごつい風貌ではあるが優しい性格で、誰からも頼りにされている。
生まれ育った地元の住民に、おいしいパンを食べてもらうことが誇り。そのため、幾度も一流店からスカウトをされたことがあるが断り続けている。
「すべてのものに生命は宿る」という考えの持ち主で、物をとても大事にしている。職人として独り立ちして以来、20年間愛用し続けているパレットナイフ等の調理器具を持っている。
日向 沙織（ひゅうが さおり）
声 - 土井美加
咲の母親。家業のパンを焼く職人。
しっかり者の性格で、愛情を込めて焼いたパンが自慢の商品。
中学生時代は咲と同じくソフトボールをやっており、咲の不調時には自分のグローブを貸した。
日向 みのり（ひゅうが みのり）
声 - 齋藤彩夏
咲の妹で、夕凪小学校2年生。背伸びしたがる年頃。
咲が好きで尊敬しており、咲に憧れてソフトボールの真似事をたまにやっている。それが原因で舞の絵を汚して咲から厳しく叱られたが、舞のフォローにより仲直りしている。
満や薫とも親しくなり、その影響からか姉を始めとした仲間の絵を描くシーンが多く見られる。とくに自分を子供扱いせず対等な会話で助言をくれた薫を慕っている。
コロネ
声 - 渡辺英雄
咲が飼っている、PANPAKAパンの看板猫。
5年前に咲が拾ってきたが、父親が飼うことを渋り、家を飛び出した咲に向かってくる自転車から危機を救ったことから家族として迎え入れられる。
咲には「無愛想」、舞には「愛嬌がある」、キントレスキーには「いい面構え」と評される顔つきで、普段は昼寝ばかりしている。フラッピたちとも仲がよい。
第42話では、キャラフェを奪われ本来の姿を維持できなくなったフィーリアを救出し、彼女を自分に憑依させる。彼女から力を貰うことで人の言葉を話したり、二足歩行で走ったり、ボール状に丸まって敵に一撃お見舞いする行動をとる。
年齢は5歳（人間換算で約40歳）であるためダンディな声質で、また完全に大人目線で話すため、咲は不平を漏らしていた。
自分を拾ってくれた咲には大変な恩義を感じており、ピンチになった咲を助けに敵幹部の目の前に飛びだそうとしたこともある。
最終回でフィーリアが復活したため彼女と分離し、普通の猫に戻った。

#### 美翔家
美翔 弘一郎（みしょう こういちろう）
声 - 入江崇史
舞の父親で有名な天文学者。本人は一人で天体観測をすることを好むが、一般向けの講演会では分かりやすい言葉で天文学の魅力を説く。
家の天文台には自作した巨大な天体望遠鏡があり、それを研究にも利用している。
出張を兼ねた日帰り旅行では野外料理をこなしたり、同行したみのりの面倒を進んで見る一面も持ち、咲からは「スーパーヒーロー」と評しているが、舞の話によるとたまに別々の靴下を平気で履いて行くこともある模様。
5年前の転居以前からPANPAKAパンのパンやケーキのファン。
美翔 可南子（みしょう かなこ）
声 - 日下由美
舞の母親で考古学者。物事にのめり込むタイプ。
子供の頃に大空の樹の近くで小さな土偶を見つけたことがきっかけで、考古学に興味を抱く。古墳の発掘データを研究するために徹夜することが多く、夕食の用意を忘れたり、お茶の用意や片付けをしようとしてしきりに食器を割っている。
「形あるものはいつか壊れる」という考えを持つ。
5年前の転居以前にもPANPAKAパンに通っていた模様で、沙織とは面識があった。
美翔 和也（みしょう かずや）
声 - 野島健児
舞の兄で、清海高校2年生。舞にとって頼りがいのある人物で、咲の憧れの人でもある。
地球を外から眺めたいという願望から宇宙飛行士を目指して日夜勉強しており、咲が難しい顔をするような書物をたくさん所持している。また、それら書物の内容を暗記したり、咲の宿題を分かりやすく手伝うなど頭がいい。
咲と健太が自分が貸した書物を汚したことを謝罪した際は、赦免する寛大さも持ち合わせている。
周囲から憧れられたり頼られたりする存在だが、それゆえに文化祭の実行委員会になった時は意見をまとめられずに悩みを抱えたこともある。
宇宙飛行士を目指すために牛乳をよく飲んでいる。天文学に興味を持っており、咲の誕生日には「隕石のかけら」をプレゼントしている。
普段は部活で忙しいため、咲とはたまにしか会っている場面がないが、会える時間を大切にしている描写がある。

### 夕凪中学校

#### 教師
篠原（しのはら）
声 - 氷青
咲や舞の担任を務める女性教師。担当学科は英語。ソフトボール部顧問も務めている。
男勝りで逞しい語調が特徴。しばしば「ネバーギブアップ」を信条に、生徒たちを勇気づけている。
校内に生えたコスモスが夏の暑さに耐える姿を放っておけず、毎日水を与えている。
追い詰められたミズ・シタターレが彼女に化けて学校へ潜入し、誰にも気付かれずに授業もこなしたことがある。
岡井（おかい）
声 - 伊藤静
15話と17話に登場。国語を担当する女性教師。眼鏡をかけていて、髪型はボブカット。ソフトボール部員達による授業中の居眠りに悩まされる。

#### 生徒
星野 健太（ほしの けんた）
声 - 竹内順子
夕凪中学校2年で咲や舞のクラスメイトにして、咲の幼馴染。
将来はコメディアンを目指しており、父親譲りの親父ギャグ好きで、クラスではムードメーカー的な存在。本気を出す際には、やはり父親譲りの捻り鉢巻を締めている。
実家の釣り船屋を継がせられると勘違いしたときは落ち込んでいたが、後にそれが勘違いとわかると同時に夢に向かって前向きになり、お笑いの同好会を設立した。
両親の手伝いを行っているため、釣りや木工が得意。
意外に怖がりで、夜の学校で目撃したムープとフープを人魂と間違えている。
和也と咲が一緒にいるところを見ると、表情が曇る。
宮迫 学（みやさこ まなぶ）
声 - 入野自由
咲や舞のクラスメイトで、学級委員。
引っ込み思案でからかわれることもよくあり、学級委員も乗り気ではなかったが、加代の人形劇の手伝いをしたことを切っ掛けに少し前向きになる。
物事を頼まれると断れないほど面倒見がよく、優しい性格。
手先が器用で絵も上手い。
健太との漫才コンビでツッコミを担当し、意外な才能を見せる。健太には「サコッチ」と呼ばれるようになった。
伊東 仁美（いとう ひとみ）
声 - 小野涼子
咲や舞のクラスメイト。やや長身。咲と同じくソフトボール部に所属。背番号は3。
「マジ〜」と付けるのが口癖。
満と薫の抜群な運動神経に感激し、ソフトボール部の入部を勧めるも、冷たく断られて悲観するが、咲と舞のフォローで仲直りした。
太田 優子（おおた ゆうこ）
声 - 城雅子
咲や舞のクラスメイト。体格はぽっちゃり体型でややふっくらしている。
咲と同じくソフトボール部に所属し、ポジションは捕手。咲とバッテリーを組む。
健太に好意を持っており、海の家では人一倍頑張って手伝っていた。
安藤 加代（あんどう かよ）
声 - 中川亜紀子
咲や舞のクラスメイトで、学級委員。眼鏡をかけ、短いツインテールのお下げを結っている。
生真面目な性格で、みんなから信頼される人物。
当初は学級委員としてやっていける自信がなかったが、図書館で騒ぐ子供を静めるために始めた朗読会のボランティアで、その思いを払拭する。
しばしば宮迫を勇気づけるシーンが見られる。
二階堂 直人（にかいどう なおと）
声 - 安澄純
咲や舞のクラスメイト。ツリ目気味。
新田 純平（にった じゅんぺい）
声 - 山口孝史
咲や舞のクラスメイト。眼鏡をかけている。
竹内 彩乃（たけうち あやの）
声 - 石塚さより
2年の美術部員でクラスはA組。舞の絵画のセンスを見込んで美術部に誘う。
祖母（声 - 好村俊子）はトネリコの森に近い畑でキャベツ農家を営んでいる。
泉田（いずみだ）
声 - 伊藤静
咲の先輩で、ソフトボール部のキャプテンを務める。1番打者で三塁手。
在学中最後の大会で、毎年初回戦敗退していたチームを決勝戦まで導くが惜敗。翌年の優勝を咲に託す。最終回では清海高校に進学し、翌年の決勝戦で咲たちを応援しに来た。

### その他

#### 準レギュラー
星野 健吾（ほしの けんご）、星野 静江（ほしの しずえ）
声 - 志村知幸、甲斐田ゆき
健太の両親。釣り船屋「星野屋」を経営しており、夏には海水浴場に海の家を開設する。
健吾は元々お笑い志望で、ギャグを連発する明るい性格だが、海に関することには真摯に取り組んでいる。
保有する釣り船は健太が生まれた年に購入され、健太の名前から一文字取って太陽丸と名付けられた。

#### ゲストキャラクター
友也（ともや）
声 - 福圓美里
第9話に登場。加代を慕っている少年。父親の転勤で夕凪町を去ることになり、加代は彼を喜ばせるために咲と舞と宮迫に協力を依頼して紙人形劇を開いた。
鈴木 明日香（すずき あすか）
声 - 沢海陽子
第13話に登場。咲が廃工場で出会った女性。芸術家の卵で、仕事の合間にガラス細工を作り続けている。そのデザインには舞も興味を持っている。将来自分の個展を開くことが夢。
山口 真理（やまぐち まり）
声 - 伊瀬茉莉也
第38話に登場。夕凪町にドラマ撮影のために訪れたアイドル。
柳田 国吉（やなぎだ くにきち）
声 - 園部啓一
第39話に登場。民俗学の元老学者。フラッピたちが健太と宮迫に目撃され、夕凪町が謎の珍獣騒動になった際、古くから伝わる「珍獣ミミンガ」の民話を説明したところ、人々がミミンガが実在の生物であると早合点してしまったため、かえって騒ぎを大きくしてしまう。彼自身はミミンガが民話の中の存在に過ぎないと考えていたが、自分の背後にミミンガらしき生物がいたことには気付かなかった。

## プリキュアの設定
精霊の導きによって日向咲と美翔舞が変身する伝説の戦士。変身には2人揃う必要があり、手を繋ぎながら変身アイテムを手にして「デュアル・スピリチュアル・パワー!」の掛け声とともに変身を開始する。2つの変身形態が存在し、間には形態によって違う掛け声が入るが変身後は統一して「聖なる泉を汚す者よ!」「アコギな真似はお止めなさい!」という決めゼリフが入る。初変身の時は変身時の決めポーズや決めゼリフは無意識に行っていたようで、自身の行為に自分で驚き変身後の姿にも戸惑うなど、前作『ふたりはプリキュア』シリーズ同様の演出がなされている。必殺技も前作シリーズ同様2人揃っていないと発動することができない。イメージはそれぞれ花鳥風月の要素をモチーフにしている。立ち位置は向かって左がブルーム / ブライト、右がイーグレット / ウィンディになる。
精霊の力で戦い、空中浮遊・水面着地・エネルギー弾・突風・バリアといった様々な力を駆使できる。また、精霊の力を両手・両足に集中させることで強大な腕力・跳躍力を発揮し、空中でジャンプ・方向転換することで擬似的に飛行することも可能で、精霊の光を靴裏から噴射することでブースターにもなる。地上に激突した衝撃などのクッションも概ね自動的に発動する。足を踏みしめたり、体が周囲に激突した際にも精霊の光が発せられる。
変身後の身体能力自体は人並み外れているが、その力のほとんどは精霊の力に多く依存しており、力を失うとその戦闘力は激減してしまう。作中では咲と舞が仲違いをした際などに精霊の力が発動しなくなっているほか、ゴーヤーンが復活させた幹部達を相手にした際に、その力を打ち消されている。
これらの力は、2人が手を繋ぎ合わせることによってさらに強力なものとなり、劇中ではドーム型のバリアを巨大化させたり、精霊の力を敵に叩きつけるなどを見せている。スプラッシュコミューンの力によって「プリキュア・スパイラル・リング」を装着できるようになり、それらによって基本能力を上昇させることが可能。
基本的に敵勢力との戦いは人目がないところで行われ、プリキュアが敵を倒せば戦闘で起こった周囲の損傷のほとんどが修復される。このためプリキュアの戦いを一般人が目撃することは少なく、本作品ではプリキュアの存在は終始一貫して噂に上ることはなかった。
本作品では、物語の途中でコスチュームと変身アイテムが変更されるという設定が盛り込まれており、第1話から第29話まではミックス・コミューン、第30話からはクリスタル・コミューンでの変身と2つの変身形態がある。ただし、2人の意思でどちらかを自由選択する描写は存在しない。また、最終決戦の際、満と薫もその後「月の力」と「風の力」を受け変身を遂げているが、この2人はプリキュアではないとされている。なお、ブルームとイーグレット、ブライトとウィンディは必ずペアになり、それ以外のペアになる作品は存在しない。
映画『プリキュアオールスターズ』シリーズではブルームとイーグレットのみ全作品登場する。『DX2』ではテレビシリーズにはない能力の使用方法が登場するほか、2つの形態が合わさった「キュアレインボー・ブライティブルーム」と「キュアレインボー・ウィンディイーグレット」という形態も登場する。詳細はキュアレインボーを参照。この形態は『DX3』でも登場する。『NewStage』シリーズ以降のクロスオーバー作品でもブルーム・イーグレットが主に登場し、回想を除けばブライト・ウィンディの出番は減少している。

### ブルーム & イーグレット
第1話から登場する形態。フラッピとチョッピの精霊の力で変身する大地と大空のプリキュア。第1話から第29話まではミックス・コミューン、第30話以降はクリスタル・コミューンで変身する。変身中の決めゼリフはブルームが「花開け大地に!」イーグレットが「羽ばたけ空に!」。他のプリキュアシリーズと違い特にイメージカラーは設定されておらず、コスチュームの色から「赤紫色」と「白色」がイメージカラーとされる場合や、名乗りや精霊の光の色から「金色」と「銀色」がイメージカラーとされる場合もある。作中への登場回数は36回（1〜29話・32話・35話・38話・42話・45話・48話・49話）。
    キュアブルーム
日向咲が変身する、「輝く金の花」こと、大地のプリキュア。デザインモチーフは、花鳥風月における、花。名乗りでは「金」と言っているが、コスチュームの基本色は赤紫色で、ヒマワリの花弁のような黄色の縁取りがなされている。手の甲にはフラッピの額の模様と同じ形の赤いマークがある。胸のリボンの色は赤色で、黄金色をしたハートの宝玉が付いている。髪は前髪の一部を後ろへ束ね、側面の前髪をヘアピンで留めたショートカットの茶髪からオレンジがかった鮮やかな黄金色に変化し、赤いハートがついたカチューシャでまとめたヤシの木のように盛った髪と外側にはねた後ろ髪が特徴的。また、黄金色のイヤリングをつけている。精霊の力を使うと黄金色の光に包まれる。
大地の力を借りた突撃戦術や格闘技などの近接戦闘をメインとした戦い方で、パワータイプのファイターを言及する。手の平から精霊の光を噴射することで敵を叩く技が使用できるなど、精霊の力を集めて放つパンチは強力である。自分の周囲を包み込むバリアを張ることができ、襲い掛かってくる敵を押し返す。
    キュアイーグレット
美翔舞が変身する、「煌めく銀の翼」こと、大空のプリキュア。デザインモチーフは、花鳥風月における、鳥で、名前はシラサギ（egret）を意味する。名乗りでは「銀」と言っているが、コスチュームの基本色は乳白色に近い銀白色で、シラサギの翼のように開いたスカートが特徴。肩の部分は鳥の羽根をイメージしている。手の甲にはチョッピの額の模様と同じ形の空色のマークがある。胸のリボンの色は薄紫がかった白色で、空色をしたハートの宝玉が付いている。髪は頭頂部にお団子を作った暗紫色のロングヘアから、変身前よりも鮮やかな暗紫色のポニーテールになり、空色のハートのリボンがついたカチューシャでまとめたものに変化する。また、空色のイヤリングをつけている。精霊の力を使うと銀色の光に包まれる。
大空の力を借りた空中戦や格闘技をメインとした軽やかかつ華麗に舞うような戦い方で、精霊の力で敵を振り払ったり、かかと落としなどの蹴り技を使用する。自分の周囲を包み込むバリアを張ることができ、襲い掛かってくる敵を押し返す。
必殺技
プリキュア・ツイン・ストリーム・スプラッシュ
二人が手を繋いで、「大地の精霊よ!」（ブルーム）「大空の精霊よ!」（イーグレット）と呼びかけて片手のひらに精霊の力を収束し、「今、プリキュアとともに!」（イーグレット）「奇跡の力を解き放て!」（ブルーム）という掛け声で片手の平（ブルームは右手、イーグレットは左手）に精霊の力を収束させた後、精霊の力を集めた手の甲のマークに発光し、回転した片腕から金色と銀色の2つの異なるエネルギー奔流で両手を打ち出し、エネルギー奔流が交差して相手を包みこんでウザイナーを引き離す。プリキュア・スパイラル・リング登場後は使用しなくなったが、『映画 プリキュアオールスターズDX みんなともだちっ☆奇跡の全員大集合!』にて約3年ぶりに使用した。
プリキュア・スパイラル・ハート・スプラッシュ
二人が手を繋いで、「精霊の光よ! 命の輝きよ!」（イーグレット）「希望へ導け! 二つの心!」（ブルーム）という掛け声とともに回転したプリキュア・スパイラル・リングに精霊の力を収束させた後、精霊の力を集めた手の甲のマークから金色と銀色の2つの混ざり合った螺旋状のエネルギー奔流で両手を打ち出し、ハートの型の枠で相手を包みこみ、ウザイナーを引き離す。
プリキュア・スパイラル・ハート・スプラッシュ・スター
最終決戦で一度のみ使用。ブルームとイーグレットに加え、月と風の力を受けて変身した満・薫の助力を受け使用した4人の合体技。発動時の掛け声は「精霊の光よ!」（イーグレット）「命の輝きよ!」（薫）「希望へ導け!」（満）「全ての心!」（ブルーム）。ブルームとイーグレットはプリキュア・スパイラル・リング、満と薫は右手のひらに精霊の力を収束させた後、4人同時に4つの異なるエネルギー奔流で両手を打ち出し、2つ（大地と大空の力・月と風の力）の混ざり合った螺旋状となって敵を直撃する。4つの力を合わせた真の力を発揮する時に全員の身体は鮮やかに光り輝いている。
かつてゴーヤーンが見た宇宙創成の光に匹敵する輝きを持つ。

### ブライト & ウィンディ
第30話以降から登場する形態。フラッピとチョッピに加えムープとフープの精霊の力を合わせて変身する月と風のプリキュア。クリスタル・コミューンで変身する。また、ブルームとイーグレットのようにプリキュア・スパイラル・リング無しで使える必殺技は登場していない。変身中の掛け声はブライトが「未来を照らし!」ウィンディが「勇気を運べ!」。ブルーム・イーグレット同様、特にイメージカラーは設定されていないが、コスチュームの色から「黄緑色」と「水色」がイメージカラーとされる場合が多い。ブライト・ウィンディのベルトにムープとフープの額のマークがついている。プリキュアオールスターズDXシリーズでは中途に状況に適したフォームチェンジがあり、光弾を放つキュアブライトをキュアウィンディの風の力でバックアップするという超遠距離攻撃の使い方を見せている。作中の登場回数は14回（30話・31話・33話・34話・36話・37話・39話・40話・41話・43話・44話・46話・47話・48話）。
    キュアブライト
日向咲が変身する、「天空に満ちる月」こと、月のプリキュア。デザインモチーフは、花鳥風月における、月。髪型や髪飾りはブルームと全く同じ。コスチュームの基本色は黄色で、黄緑色の縁取りがなされている。そのモチーフから黄色系統の配色がなされているため、シリーズにおける黄色プリキュアの裏元祖的な存在として扱われることもある。首もとの赤紫色の部分はブルームと違い、スパッツと同じ素材でできている。肩の部分は満月をイメージしたまん丸い形にしている。手の甲のマークはブルームと差異が無い。胸のリボンの色は黄色で、赤色をしたハートの宝玉が付いている。満月の力を利用した遠距離攻撃が主体で、それを駆使して戦う。精霊の力を使うと明るい緑色の光に包まれる。
普段は強い光で暗闇を照らしたり、目眩ましにするなどに使われるが、プリキュア・スパイラル・リングを装着すると「光よ!」の掛け声とともに、ムープの頭のマークがついた緑色の光弾を生み出し、発射することが可能になる。この光の力は細かく拡散して発射したり、力を込めて巨大にしたり、そして光のシールドとして使うことも出来る。
    キュアウィンディ
美翔舞が変身する、「大地に薫る風」こと、風のプリキュア。デザインモチーフは、花鳥風月における、風。髪型や髪飾りはイーグレットと全く同じ。ピンク色の羽衣を纏った天女のような水色の衣装となる。肩の青い部分はシースルーとなっている。手の甲にはチョッピの額の模様と同じ形の薄いピンク色のマークがある。胸のリボンはイーグレットと差異が無い。薫風の力を用いた遠距離攻撃を中心に戦う。精霊の力を使うと濃いピンク色の光に包まれる。ブライトと同じく前面にバリアを張ることが出来る。
ピンク色の強烈な旋風・突風を起こして攻撃することができ、これは真空波や竜巻攻撃など他の形に応用することが可能。それによって相手を吹き飛ばしたり押し込めたりする戦いを得意とし、霧を払うことも出来る。この風の力はプリキュア・スパイラル・リングの力と「風よ!」の掛け声により、威力を増強することが出来る。
必殺技
プリキュア・スパイラル・スター・スプラッシュ
掛け声はスパイラル・ハート・スプラッシュと同一。二人が手を繋いで、回転したプリキュア・スパイラル・リングに精霊の力を収束させた後、精霊の力を集めた手の甲のマークから緑色とピンク色の2つの異なる大きな彗星状のエネルギー奔流を両手で同時に押し出し、エネルギー奔流が交差して相手を星型に包み込み、ウザイナーを引き離す。また、混ざり合った螺旋状のエネルギー奔流を生成して攻撃が可能。
映画では自体十二支の力によってパワーアップした状態で放たれており、その力を受けたブライトとウィンディの身体は鮮やかに光り輝いた。

### 関連アイテム
ミックス・コミューン
第1話 - 第29話まで登場した携帯電話型変身アイテム。咲のコミューンはピンク、舞のコミューンは紫色をしている。変身したりフラッピ・チョッピの世話をするときには「プリキュア・ダイヤ」と呼ばれるカードを用いる。プリキュアダイヤは2枚1組で使われる。2つのコミューン間で赤外線通信に似た機能が使用可能で、フラッピがチョッピに煎餅をあげたりしている。
クリスタル・コミューン
第30話以降の「ミックス・コミューン」を代替する新たな変身アイテム。「フェアリー・ドロップ」という細長い棒状で先端に光る電球のような物が付いている。ミックス・コミューンと異なり、変身や世話の時にカードは使わない。フラッピ・チョッピの世話をするときにはコミューンをシェイクした後に息を吹きかける。
スプラッシュ・コミューン
ピンク色の小型のパソコンのような形をしていてムープ・フープが住んでいるアイテム。ディスプレイ（本体）とキーボードが分離していてキーボードはワイヤレスになっている。普段は咲が専用の鞄に入れて持っている。コミューンにはフラッピ・チョッピが入り込むことも可能。ムープ・フープが月の力と風の力を召喚し、「スプラッシュ・ターン」という掛け声で、スプラッシュ・コミューンから2つの力を発射して、プリキュアへ「プリキュア・スパイラル・リング」を授ける。
プリキュア・スパイラル・リング
ブルーム&ブライトはベルト状の、イーグレット&ウィンディはブレスレット状の形をしたパワーアップアイテム。装着することで基本能力が底上げされるほか、それぞれ強力な必殺技を放つことが出来るように必要なアイテム。なお、必殺技を放つ際は付随している2つのリングを中心部分（ブルーム&イーグレットはハート型、ブライト&ウィンディは星型）に装着することで、リング回転時に力を発揮する（リングの回転を加速させる時には必殺技の威力を増大できる）。装着にはムープとフープの存在が不可欠で、ムープ、フープがスプラッシュ・コミューンに入り込んでプリキュアに向かって発射する。スプラッシュ・コミューンとともに第24話から登場。
フェアリー・キャラフェ
敵を倒したときに得られた奇跡の雫を収める、ガラスの水差しのようなアイテム。フィーリア王女が緑の郷のどこかに隠しており、第7話でカレハーンとの決戦の場となったトネリコの森から発見された。奇跡の雫を7個集めるとキャラフェの力で扉が出現し、プリキュアを涸れ果てた泉の下へ導く。そして泉の底に雫を注ぐと水が溢れ出し泉が復活する。また涸らされていた6つの泉を甦らせた後、キャラフェにその6つの泉の力を込めて太陽の泉に注ぐことで世界樹は完全に甦る。しかし第41話でゴーヤーンに強奪され、滅びの力を混入することでカレハーンら5幹部の復活に使われたが、同時に満と薫の復活にも一役買った。その後アクダイカーンとの決戦で奪還に成功するが、真の姿を現したゴーヤーンとの戦いの中でこれが偶然海に落ちたことで、太陽の泉の正体が緑の郷にある海そのものであることが判明する。
チャーム・ペンケース
元々二人が持っていた普通の筆箱が変化したもの。ピンク色のかなり大きなサイズの筆箱で、ダイヤ状の紙に願い事を書いてペンケースに入れると願いが叶う。第19話から登場し、咲と舞がそれぞれ所持している。満と薫の策略によりお互いが交わしていた約束を忘れてしまい、その後「謝りたい」という二人の想いに精霊の力が反応し、誕生した。

## 作中用語
本作品の世界観は北欧神話が裏モチーフとされている。
泉の郷（いずみのさと）
フラッピやチョッピたちの故郷である精霊の世界。
緑の郷（みどりのさと）
咲や舞が住むこの世界のこと。ほとんどの人間たちは知らないようだが、緑の郷でも泉の郷と同じく精霊たちが住まう。
ダークフォール
滅びの国。明けない夜空に包まれた荒野として描写される。統治者であるアクダイカーンは普段は巨大な洞窟の中に鎮座している。
世界樹（せかいじゅ）
全ての世界の命を司るといわれる巨大な樹木。七つの泉によって支えられており、泉が全て枯れ果てると世界樹もまた倒れるとされる。ダークフォールは世界樹を枯らして全てを滅ぼそうとしている。
七つの泉
世界樹を支えるといわれる七つの泉。第1話の時点では六つまでがダークフォールによって枯らされている。
ダークフォールの幹部たちは一人につき泉を一つ管理しており、幹部たちが作り出すウザイナーや幹部自身を倒すことで、その幹部が支配する泉の属性に従った奇跡の滴が一つ手に入る。
特定の属性の滴を七つ集めると、その泉を甦らせることができる。
木の泉
カレハーンが支配する泉。
火の泉
モエルンバが支配する泉。
土の泉
ドロドロンが支配する泉。
空の泉
霧生満と霧生薫が支配する泉。ムープ、フープはこの泉の住人だった。
水の泉
ミズ・シタターレが支配する泉。
金の泉
キントレスキーが支配する泉。
太陽の泉
所在不明の泉。ダークフォールは太陽の泉の在処を聞き出すために、チョッピとフラッピを捕まえようとしている。最終決戦にてその正体が、地球そのものである事が判明した。

海原市夕凪（うなばらしゆうなぎ）
作中の主な舞台となる街。海と山に挟まれ、豊かな自然に囲まれた景観の良い街。海沿いには電気鉄道が走っていて、緑色とクリーム色に塗り分けられた単行列車が運行している。健太の両親が営む釣り船屋の正面に書かれた市外局番は0460。#作品舞台の節も参照。舞台と設定された町は湘南と鎌倉がイメージされていることが明言されている。本作品との世界観の同一性こそ明言されていないものの、次作『Yes!プリキュア5』第28話では電話帳に海原市夕凪の地名が載っている場面がある。
夕凪中学校（ゆうなぎちゅうがっこう）
咲と舞が通う海原市立の中学校。街を見下ろす山の頂上にあり、トネリコの森と大空の樹が立つ山に隣接している。制服は男子がベージュ色のブレザーとグレーのスラックスでノーネクタイ、女子がベージュ色(夏は白)のセーラー服で赤いリボンをつけており、チェック柄入りのオレンジ色のスカートとなっている。
清海高校（せいかいこうこう）
県内有数の進学校で、舞の兄・和也の通っている高校である。校舎は登場していないが、制服は男子は深緑のブレザーとグレーのスラックスでネクタイをつけ、女子は青緑のブレザーにスカートでリボンをつけている。
ベーカリーPANPAKAパン（ベーカリーパンパカパン）
咲の両親が経営するパン屋でカフェコーナーも備える。美翔家からさらに坂を下った住宅地にある。
オールスターズ映画では3回登場、2009年公開の『DX』では美墨なぎさ（キュアブラック）・雪城ほのか（キュアホワイト）・九条ひかり（シャイニールミナス）が訪れ、チョココロネをたくさん買い、EDではなぎさ・ほのか・ひかりを含む当時14人の全プリキュアが訪れた。2013年公開の『NewStage2』では坂上あゆみ（キュアエコー。ただしセリフ無し）が級友と共に訪れ、また、四葉ありす（キュアロゼッタ）がプリキュア仲間を招いたお茶会の席上で、この店のチョココロネが置いてあった。2014年公開の『NewStage3』では満と薫・倒したはずのダークフォール5戦士達（カレハーンは未登場）、『フレッシュプリキュア!』のカオルちゃん・三色だんごの3人、『スイートプリキュア♪』の東山聖歌とアリア学園中学校のスイーツ部員3人、『スマイルプリキュア!』の星空育代（星空みゆき（キュアハッピー）の母）・日野正子（日野あかね（キュアサニー）の母）・黄瀬千春（黄瀬やよい（キュアピース）の母）が咲の夢の中で客として来店した。
大空の樹（おおぞらのき）
海原市夕凪の山の頂上に聳える巨大な樹。古くから土地の人々によって特別視されている。大きめの洞（うろ）があり、泉の郷と緑の郷を繋げる門となる。周囲の森はトネリコの森と呼ばれ、咲は自分の庭のように隅々まで知り尽くしている。前出の北欧神話に登場する「世界樹」が設定上のイメージとされている。
咲と舞の再会、咲・舞と満・薫の出会い、プリキュアと満・薫の決闘は全てこの樹の前での出来事であり、最終決戦ではゴーヤーンによって世界が滅びた後も空間に屹立し、プリキュア達の最後の拠り所となった。
なおオールスターズ映画『DX』では、チョココロネを買ったなぎさ・ほのか・ひかりがここに訪れ、なぎさがチョココロネを食べようとすると、ムープ・フープ・メップル・ミップル・ポルン、そしてフュージョンが洞から現れ、プリキュア3名とフュージョンの戦いとなった。また2015年公開の『春のカーニバル♪』では、咲と舞がこの前で「ハルモニア」から届いた「春のカーニバル」の招待状を読んでいた。

## スタッフ
- 企画[注 29] - 大野逸雄（朝日放送）、松下洋子（ADK）、清水慎治
- プロデューサー - 大野逸雄（朝日放送）（第1 - 19話）、亀田雅之（朝日放送）、鶴崎りか（ADK）、鷲尾天
- 原作 - 東堂いづみ
- 連載 - 講談社「なかよし」
- シリーズ構成 - 長津晴子（第1 - 13話） → 成田良美（第14 - 49話）
- キャラクターデザイン - 稲上晃
- 美術デザイン - 行信三
- 色彩設計 - 沢田豊二
- 編集 - 麻生芳弘
- 音楽 - 佐藤直紀
- 音楽制作 - マーベラスエンターテイメント
- 製作担当 - 坂井和男
- 動画 - 馬渡久史、TAP、かぐら、M.S.J.武蔵野制作所
- 色指定 - 沢田豊二、秋元由紀、衣笠一雄
- 仕上進行 - 黒田進
- 仕上 - TAP、かぐら、M.S.J.武蔵野制作所
- 特殊効果 - 星野健
- 美術監督補 - 長恵美子、増田竜太郎
- 背景進行 - 西牧正人
- 撮影 - 東映ラボ・テック、ACCプロダクション
- CGワークス - 川崎健太郎
- 編集スタジオ - TOVIC
- 音響効果 - 石野貴久
- 録音調整 - 川崎公敬
- 録音スタジオ - タバック
- 選曲 - 水野さやか
- 記録 - 沢井尚子、小川真美子
- キャスティング担当 - 小浜匠
- 音楽制作協力 - 東映アニメーション音楽出版
- アソシエイトプロデューサー - 麻生一宏（ADK）
- アニメーション制作 - 東映アニメーション
- シリーズディレクター - 小村敏明
- 制作協力 - 東映
- 制作 - 朝日放送、ADK、東映アニメーション

## 主題歌

### オープニングテーマ
「まかせて★スプラッシュ☆スター★」
作詞 - 青木久美子、作曲 - 小杉保夫、編曲 - 家原正樹、歌 - うちやえゆか with Splash Stars
番組後期では映像がリニューアルされ、ムープ・フープなどの新キャラクターや、キュアブライト・キュアウインディも登場する。
『映画 プリキュアオールスターズ 春のカーニバル♪』では挿入歌として使われ、同曲のPVシーン（咲と舞の回想シーン）が流れていた。

### エンディングテーマ
『「笑うが勝ち！」でGO!』
作詞 - 青木久美子、作曲 - 高取ヒデアキ、編曲 - 家原正樹、歌 - 五條真由美
前期（第1話 - 第30話）で使用。第49話（最終話）では、エピローグの挿入歌として使用された。
「ガンバランスdeダンス」
作詞 - 青木久美子、作曲 - 小杉保夫、編曲 - 家原正樹、歌 - 五條真由美 with フラッピ&チョッピーズ
後期（第31話 - 第49話）で使用。
序盤にはゴーヤーンとダークフォール戦士（キントレスキーは除く）が登場、後半には満と薫（制服姿）が1カットだけ登場（なお、満と薫の目のハイライトが最終回のものと同様になっている）。モエルンバ・ドロドロン・満と薫が復活前から登場している。DVDでは第37話より一部作画が修正されている。
特別仕様エンディング
第44話では、『クレヨンしんちゃん』の野原しんのすけと着ぐるみ共演を果たしている（地上波初回放送のみ。独立UHF放送やCSやBSなどの放送、DVDでは通常版になっている）。
最終話では、これまでのエピソードのダイジェスト映像と、末尾に通常のエンドカードに相当するメッセージの入った特別バージョンが使用されており、DVDでも同バージョンでの収録となっている。

## 各話リスト
- 以下断りのない限り、放送日は日曜の日付を示す。臨時枠移動により日曜以外に放送したものは曜日も併記、さらに通常の放送時間以外に放送された場合にはその旨注釈にて示す。
- 特番やスポーツ中継などによる放送の休止・日時変更は以下の通り。
  - 2006年8月13日…制作局の朝日放送のみ、『第88回全国高校野球選手権大会』中継（8時30分 - 11時45分）のため臨時枠移動を実施[注 32]（下記の表を参照）。
  - 2006年12月31日…年末特番編成のため、休止。

| 話数 | サブタイトル                         | 脚本     | 作画監督          | 絵コンテ・演出    | 美術       | 本放送日             | 収録DVD |
| ---- | ------------------------------------ | -------- | ----------------- | ----------------- | ---------- | -------------------- | ------- |
| 1    | おっどろきの再会! ふたりは何者なの!? | 長津晴子 | 青山充 稲上晃     | 小村敏明          | 行信三     | 2006年 2月5日        | VOL.1   |
| 2    | パンパカ歓迎会は嵐の予感!            | 成田良美 | 河野宏之          | 大塚隆史          | 行信三     | 2月12日              | VOL.1   |
| 3    | 真っ向勝負! 君こそエースだ!!         | 清水東   | 東美帆            | 岩井隆央          | 行信三     | 2月19日              | VOL.1   |
| 4    | うっそー!? 春の景色とセミの声        | 羽原大介 | 高橋任治          | 矢部秋則          | 行信三     | 2月26日              | VOL.1   |
| 5    | 健太どうする!? 咲と素敵なお兄さん!   | 成田良美 | 爲我井克美        | 山吉康夫          | 行信三     | 3月5日               | VOL.2   |
| 6    | やっぱ最高! イケてるお父さん!!       | 羽原大介 | 生田目康裕        | 川田武範          | 行信三     | 3月12日              | VOL.2   |
| 7    | 超マジ! 怒りのカレハーン!            | 長津晴子 | 飯島秀一          | 小村敏明          | 行信三     | 3月19日              | VOL.2   |
| 8    | 大好き! みのりと二人のお姉ちゃん     | 清水東   | 青山充            | 大塚隆史          | 井芹達朗   | 3月26日              | VOL.2   |
| 9    | 朗読会を邪魔しちゃダメ!              | 成田良美 | 川村敏江          | 岡佳広            | 行信三     | 4月2日               | VOL.3   |
| 10   | ちょいヤバ? 海の上は大騒ぎ!          | 清水東   | 東美帆            | 岩井隆央          | 杦浦正一郎 | 4月9日               | VOL.3   |
| 11   | ふらふらフラッピ大ピンチ!            | 羽原大介 | 河野宏之          | 座古明史          | 行信三     | 4月16日              | VOL.3   |
| 12   | チョッピはチョピっとホームシック?    | 清水東   | 篁馨              | 矢部秋則          | 杦浦正一郎 | 4月23日              | VOL.3   |
| 13   | 熱すぎ! モエルンバダンス!            | 羽原大介 | 高橋任治          | 山吉康夫          | 行信三     | 4月30日              | VOL.4   |
| 14   | 謎の転校生! 満と薫がやってきた       | 成田良美 | 爲我井克美        | 川田武範          | 保坂有美   | 5月7日               | VOL.4   |
| 15   | ソフトボールは親子の絆               | 山下憲一 | 生田目康裕        | 大塚隆史          | 行信三     | 5月14日              | VOL.4   |
| 16   | 夢と希望と健太の悩み!                | 羽原大介 | 飯島秀一          | 岩井隆央          | 行信三     | 5月21日              | VOL.4   |
| 17   | 壊れた埴輪! どうする舞とお母さん     | 山下憲一 | 青山充            | 岡佳広            | 杦浦正一郎 | 5月28日              | VOL.5   |
| 18   | 本日特売! 満と薫がお手伝い!?         | 成田良美 | 川村敏江          | 矢部秋則          | 行信三     | 6月4日               | VOL.5   |
| 19   | 大切なものは何? 咲と舞の願い事       | 清水東   | 河野宏之          | 山吉康夫          | 井芹達朗   | 6月11日              | VOL.5   |
| 20   | 雨に唄えばドロドロン!                | 清水東   | 篁馨              | 川田武範          | 行信三     | 6月25日              | VOL.5   |
| 21   | 夜空に輝け! 星の光の仲間たち         | 山下憲一 | 高橋任治          | 座古明史          | 行信三     | 7月2日               | VOL.6   |
| 22   | 超オドロキ! 満と薫の衝撃告白!!       | 羽原大介 | 青山充            | 岩井隆央          | 行信三     | 7月9日               | VOL.6   |
| 23   | ついに対決! 脅威のアクダイカーン     | 成田良美 | 爲我井克美        | 長峯達也          | 行信三     | 7月16日              | VOL.6   |
| 24   | ムープとフープ登場! って誰?          | 成田良美 | 奥山美佳 稲上晃   | 岡佳広 小村敏明   | 行信三     | 7月23日              | VOL.6   |
| 25   | 商売繁盛! 海の家のお手伝い           | 山下憲一 | 飯島秀一          | 大塚隆史          | 行信三     | 7月30日              | VOL.7   |
| 26   | 咲には内緒! ドッキドキの夏合宿!      | 清水東   | 川村敏江          | 矢部秋則          | 行信三     | 8月6日               | VOL.7   |
| 27   | みんな大好き! 思い出の夏祭り         | 村山功   | 篁馨              | 川田武範          | 行信三     | 8月19日（土）8月13日 | VOL.7   |
| 28   | 旅だ! 電車だ! 大冒険!                | 羽原大介 | 河野宏之          | 山吉康夫          | 井芹達朗   | 8月20日              | VOL.7   |
| 29   | フラッピチョッピ絶体絶命!            | 羽原大介 | 東美帆            | 岩井隆央          | 行信三     | 8月27日              | VOL.8   |
| 30   | 驚異の力! プリキュア大変身!!         | 成田良美 | 高橋任治 稲上晃   | 小村敏明          | 行信三     | 9月3日               | VOL.8   |
| 31   | マジ決まり? 健太の相方は誰!?         | 清水東   | 青山充 爲我井克美 | 長峯達也          | 行信三     | 9月10日              | VOL.8   |
| 32   | 難しすぎ! ミズ・シタターレの宿題     | 山下憲一 | 奥山美佳          | 座古明史          | 行信三     | 9月17日              | VOL.8   |
| 33   | 筋肉全開キントレスキー現る!          | 山下憲一 | 飯島秀一          | 矢部秋則          | 行信三     | 9月24日              | VOL.9   |
| 34   | お月見会はロマンスの香り             | 成田良美 | 川村敏江 青山充   | 川田武範          | 井芹達朗   | 10月1日              | VOL.9   |
| 35   | いざ決勝! ファイトだ凪中ソフト部!    | 村山功   | 篁馨              | 大塚隆史          | 行信三     | 10月8日              | VOL.9   |
| 36   | 何作る? 舞の悩みと文化祭             | 羽原大介 | 河野宏之          | 山吉康夫 矢部秋則 | 行信三     | 10月15日             | VOL.9   |
| 37   | みんな仲間だ! 明日にジャンプ!        | 清水東   | 東美帆            | 岡佳広            | 行信三     | 10月22日             | VOL.10  |
| 38   | アイドル誕生日向咲! ってマジ!?       | 山下憲一 | 高橋任治          | 岩井隆央          | 行信三     | 10月29日             | VOL.10  |
| 39   | 珍獣ミミンガ大騒動!?                 | 清水東   | 奥山美佳          | 矢部秋則          | 井芹達朗   | 11月12日             | VOL.10  |
| 40   | うるさ〜い! キントレスキーと誕生日   | 村山功   | 飯島秀一          | 小村敏明 大塚隆史 | 行信三     | 11月19日             | VOL.10  |
| 41   | 王女が危ない! 奪われたキャラフェ!!   | 成田良美 | 篁馨              | 座古明史          | 行信三     | 11月26日             | VOL.11  |
| 42   | お帰りなさい! 満と薫!!               | 成田良美 | 河野宏之          | 川田武範          | 杦浦正一郎 | 12月3日              | VOL.11  |
| 43   | 夢じゃない! みんなのいる一日         | 清水東   | 東美帆            | 大塚健 大塚隆史   | 行信三     | 12月10日             | VOL.11  |
| 44   | 二人が消える? 苦しみの満と薫         | 羽原大介 | 高橋任治          | 岡佳広            | 行信三     | 12月17日             | VOL.12  |
| 45   | ケーキと和也とクリスマス!            | 山下憲一 | 青山充            | 矢部秋則          | 行信三     | 12月24日             | VOL.12  |
| 46   | 反撃! アクダイカーン脅威の力!        | 村山功   | 飯島秀一          | 川田武範          | 行信三     | 2007年 1月7日        | VOL.12  |
| 47   | 大逆転!? 黒幕って誰のこと?           | 成田良美 | 奥山美佳          | 岩井隆央          | 行信三     | 1月14日              | VOL.13  |
| 48   | 最終決戦! 奪われた緑の郷!            | 山下憲一 | 篁馨              | 大塚隆史          | 行信三     | 1月21日              | VOL.13  |
| 49   | 絶好調なり! 永遠の星空の仲間たち!    | 成田良美 | 稲上晃            | 座古明史          | 井芹達朗   | 1月28日              | VOL.13  |

## 放送局

### 日本国内での放送
放送時間は2006年12月中旬 - 2007年1月時点のものとする。
| 放送局                                         | 放送曜日 時間      | 備考                          |
| ---------------------------------------------- | ------------------ | ----------------------------- |
| 朝日放送（制作局）・テレビ朝日系列フルネット局 | 日曜 8:30 - 9:00   | 同時ネット                    |
| 山陰放送（TBS系列）                            | 土曜 7:00 - 7:30   | スポンサードネット 遅れネット |
| 宮崎放送（TBS系列）                            | 火曜 15:25 - 15:55 | 番組販売 遅れネット           |

### 日本国外での放送
時間帯は全て現地時間。
イタリア
2008年6月9日から8月8日Rai 2にて、『Pretty Cure Splash☆Star』のタイトルで毎週月曜8時10分 - 8時40分、火曜 - 金曜8時15分 - 8時45分にそれぞれ放送。イタリア語 放送のみ。イタリア語字幕オプションであり。
香港
2008年12月26日から2009年3月5日無綫電視翡翠台にて、『光之美少女Ⅲ』のタイトルで毎週月曜16時15分 - 16時45分、火曜 - 金曜16時30分 - 17時に放送。広東語 放送のみ、繁体字字幕あり。
台湾
2008年4月26日から2009年1月24日東森幼幼台にて、『光之美少女Splash Star』のタイトルで毎週土曜、日曜19時 - 19時30分（2008年6月28日より毎週土曜18時 - 18時30分）に放送。普通話放送、繁体字字幕あり。

## 漫画版
『ふたりはプリキュア スプラッシュスター』は、原作・東堂いづみ、まんが・上北ふたごによって漫画作品が描かれている。漫画版は『スプラッシュスター』とカタカナ表記。
連載版
「なかよし」（講談社）にて2006年3月号から（12月号は休載）2007年2月号まで、「なかよしラブリー」2006年春の号から秋の号まで連載。前2作と違いメイン連載扱いである。テレビシリーズのストーリーを追う形で、漫画版独自の要素も織り込んでいる。
「なかよしラブリー」では雑誌掲載時は番外編扱いだったが、単行本では本編の一部として扱われている。
単行本
連載版をほぼそのまま収録した『ふたりはプリキュアスプラッシュスター』（講談社）が事実上の全1巻、映画版の漫画版が描きおろしで全1巻発売されている。2015年1月6日にはプリキュアシリーズ10周年となかよし創刊60周年を記念し、「プリキュアコレクション」と銘打ってワイドKCなかよしより全2巻が発行、また映画版の漫画版も同コレクションとして2015年6月5日に復刊している。
- ふたりはプリキュアスプラッシュスター 第1巻 - ISBN 4-06-372203-1
  - 2006年3月号 - 9月号・なかよしラブリー2006年春の号・夏の号掲載分

- 映画ふたりはプリキュアスプラッシュスター チクタク危機一髪! - ISBN 4-06-372245-7
- ふたりはプリキュア Splash☆Star1 プリキュアコレクション - ISBN 978-4-06-337816-0
- ふたりはプリキュア Splash☆Star2 プリキュアコレクション - ISBN 978-4-06-337817-7
- 映画 ふたりはプリキュア Splash☆Star チクタク危機一髪! プリキュアコレクション - ISBN 978-4-06-337829-0

## 映画
映画が1作、3Dシアターが1作制作された。

### マジッ★ドキッ♥3Dシアター
『ふたりはプリキュア Splash Star マジッ★ドキッ♥ 3Dシアター』は2006年より上映のシリーズ初の3D映画。上映時間12分。また、『ふたりはプリキュア Splash Star マジッ★ドキッ♥ シアター』のタイトルでシリーズ初の大型映像化を謳ったIMAXシアター対応版も制作されている。2012年10月17日発売『ふたりはプリキュアSplash☆Star DVD-BOX vol.2』に映像特典として2D映像版が収録。
ストーリー
フラッピの頭から希望の種の芽が生えた。その種を狙いゴーヤーンの送り込んだ絶望の実から変身したウザイナーによって、プリキュアは大ピンチに。

## クロスオーバー映画
映画 プリキュアオールスターズDX みんなともだちっ☆奇跡の全員大集合!
2009年3月20日公開。前述の通り、「PANPAKAパン」と「大空の樹」になぎさ・ほのか・ひかりが訪れたのに対し、咲と舞は仁美と優子に刺激され、次作『Yes!プリキュア5』シリーズの舞台である「ナッツハウス」に来店し、ココ・ナッツ・シロップに出会う。最後のダンスコンテストでは、大介・健太・和也・満と薫が観客として登場。
映画 プリキュアオールスターズDX2 希望の光☆レインボージュエルを守れ!
2010年3月20日公開。プリキュア達の家族・夕凪中学校の生徒達・満と薫・『映画 SS』のアワーズとミニッツが脇役として登場、満と薫は同作品でのみセリフを発している（薫の声は後期担当の岡村が担当）。
敵「ボトム軍団」にはドロドロンを除いたダークフォール5戦士が軍団員として再生。
映画 プリキュアオールスターズDX3 未来にとどけ! 世界をつなぐ☆虹色の花
2011年3月19日公開。脇役としてみのり・健太・学・満と薫・『映画 SS』のアワーズとミニッツなどの「時計の郷」の精霊達が登場。みのりは同作品からセリフが無い。また映画に登場した敵・サーロインが敵首領ブラックホールによって再生され、「ダークライズ」の一員となる。
映画 プリキュアオールスターズNewStage みらいのともだち
2012年3月17日公開。キュアブルーム、キュアイーグレット、ムープ、フープが登場するが声は無い。脇役として大介が登場。
映画 プリキュアオールスターズNewStage2 こころのともだち
2013年3月16日公開。咲と舞が登場するが声は無い。フラッピ、チョッピ、ムープ、フープが登場。
映画 プリキュアオールスターズNewStage3 永遠のともだち
2014年3月15日公開。本作品のプリキュア2人が『DX3』以来3年ぶりに声付きで登場。また、脇役として日向家全員・友也・満と薫・カレハーンを除いたダークフォール5戦士が登場。
映画 プリキュアオールスターズ 春のカーニバル♪
2015年3月14日公開。キュアブルームのみ声付きで登場。また、脇役としてプリキュアの家族全員・コロネ・星野家全員・夕凪中学校の関連者・満と薫・『映画 SS』のアワーズとミニッツが登場。
映画 プリキュアオールスターズ みんなで歌う♪奇跡の魔法!
2016年3月19日公開。キュアブルームのみ声付きで登場。敵側ではゴーヤーンが登場。
映画 HUGっと!プリキュア♡ふたりはプリキュア オールスターズメモリーズ
2018年10月27日公開。本作品のプリキュア2人が声付きで登場。
映画 プリキュアオールスターズF
2023年9月15日公開。プリキュアシリーズ20周年を記念したオールスターズ映画で、本作品を含む歴代プリキュアが総登場する。キュアブルームのみ声付きで登場。

## その他の作品
各作品における詳細は当該項目を参照。
ちょ〜短編 プリキュアオールスターズ GoGoドリームライブ
2008年11月8日公開『映画 Yes!プリキュア5GoGo! お菓子の国のハッピーバースディ♪』の同時上映作。冒頭では健太・学・仁美・優子が、ラスト近くのライブ会場のシーンでは健太達やプリキュアの家族達を始め、ミズ・シタターレとキントレスキーに似た人物が観客役として登場している。
ハピネスチャージプリキュア!
2014年放送の、プリキュアのテレビシリーズ第11作。同作品のオープニング冒頭ではシリーズ10周年を記念して、歴代プリキュア33名が祝福のメッセージを述べるコーナーが設けられており、6話にキュアイーグレット、23話にキュアブルームが登場した。
HUGっと!プリキュア
2018年放送の、プリキュアのテレビシリーズ第15作。同作品の36・37話に日向咲と美翔舞（変身前は36話、変身後は37話）、37話のみ霧生満（月の力）と霧生薫（風の力）が登場。
ひろがるスカイ!プリキュア
2023年に放送された、プリキュアのテレビシリーズ第20作目。第25話のエンディング映像冒頭にキュアブルームが登場。映像中盤に登場するミラーパッドの画面上にもプリキュアへの変身バンクをハイライトで流す形で登場している。
キボウノチカラ〜オトナプリキュア'23〜
2023年10月から12月までNHK Eテレにて放送されたテレビアニメ。『Yes!プリキュア5』シリーズの夢原のぞみらのその後の成長を描くストーリーで構成され、本作品の登場人物も成長した姿で登場した。

## 商品展開
例年通り、変身アイテムを初めとした玩具展開が行われていた。食品関連は従来から続くバンダイ、森永製菓の商品に加え、トップ製菓からガム類、丸美屋からカレー、ふりかけ、お茶漬け、コーンスープが発売された。ふりかけ、カレーは番組内でCMも放送されていた。
前作や後年の作品は、放送中からその後にかけてフィギュア展開が行われているが、本作品のキャラクターは前作から続く女児向けのプリキュアスタイルシリーズのドール玩具、プライス、ガシャポンなどでしか商品化されていなかった。またドール玩具の販売は本作品で一旦終了となり、以降はデフォルメ化されたフィギュア玩具「キュアドール!」シリーズへと受け継がれる。同シリーズではブルームとイーグレットも、『Max Heart』のキャラクターと共にオールスターズという扱いで後年発売されている。
以下における音楽CD・映像ソフトの発売元はいずれもマーベラスエンターテイメント。

### 音楽CD
いずれも販売元はジェネオン・ユニバーサル・エンターテイメント。

#### シングル
1. 「まかせて★スプラッシュ☆スター★/「笑うが勝ち!」でGO!」（2006年2月22日、MJCD-23016）
2. 「ガンバランスdeダンス」（2006年10月4日、MJCD-23023）

#### アルバム
1. 『ふたりはプリキュア Splash☆Star Vocal アルバム I 〜Yes! プリキュアスマイル〜』（2006年7月21日、MJCD-20064）
2. 『ふたりはプリキュア Splash☆Star Vocal アルバム II 〜奇跡の雫〜』（2006年11月22日、MJCD-20078）
3. 『ふたりはプリキュア Splash☆Star ボーカルベスト!!』（2007年4月25日、MJCD-20095）
4. 『ふたりはプリキュア Splash☆Star メモリアルボーカルセレクション』（2011年7月20日、MJSA-01011）

#### サウンドトラック
1. 『ふたりはプリキュア Splash☆Star サウンドトラック 1 プリキュア・サウンド・シャワー!』（2006年8月25日、MJCD-20069）
2. 『映画 ふたりはプリキュア Splash☆Star チクタク危機一髪! オリジナル・サウンドトラック』（2006年12月22日、MJCD-20080）
3. 『ふたりはプリキュア Splash☆Star サウンドトラック2 プリキュア・サウンド・スプラッシュ!』（2007年1月25日、MJCD-20084）

### 映像ソフト化
いずれも販売元はポニーキャニオン。
- テレビシリーズのDVDは2006年9月20日から2007年8月17日にかけて、全13巻（各巻4話（11巻以降は3話）収録）が発売された。
- 2012年9月19日と10月17日には、DVD-BOX全2巻（販売元：ポニーキャニオン）が発売された[32]。
- 2023年8月30日にはシリーズ開始20周年を記念し、本編映像をHDリマスターして収録したBD-BOX『ふたりはプリキュア Splash☆Star〜20th LEGENDARY BOX〜』（販売元：ハピネット・メディアマーケティング）が発売された[33]。

### 書籍
『稲上晃 東映アニメーションワークス』（一迅社、2016年1月23日発売）ISBN 978-4-7580-1478-6
前作『ふたりはプリキュア / ふたりはプリキュア Max Heart』と本作品を初め、『夢のクレヨン王国』、『ねぎぼうずのあさたろう』など、稲上が東映アニメーションで関わった作品の版権イラストや設定資料、映画プリキュアオールスターズシリーズや『ハピネスチャージプリキュア!』10周年記念メッセージなどの原画、初期段階のラフ画などを収録した画集。
『ふたりはプリキュア Splash☆Star設定資料集』（ムービック、2011年7月7日発売）
本作品の設定資料集。A4横版。

### ゲーム
ふたりはプリキュア Splash Star パンパカゲームでぜっこうちょう!
バンダイナムコゲームスより2006年11月30日発売のニンテンドーDS用ゲームソフト。
プリキュア つながるぱずるん
バンダイナムコエンターテインメントより、2017年3月16日から2020年6月2日まで配信されたスマートフォン（iOS/Android）用パズルゲームアプリ。2018年2月12日より本作品のプリキュア2人が登場した。
ぷよぷよ!!クエスト
セガが開発・配信・運営しているスマートフォン用パズルRPG。2023年に本作品とコラボレーションし、キュアブルーム・キュアイーグレット・キュアブライト・キュアウィンディなど本作品のキャラクターが登場する。
LINE ポコポコ
LINEヤフーが配信・運営しているスマートフォン用パズルゲーム。2024年8月よりプリキュアシリーズとのコラボを実施、本作品からキュアブルーム・キュアイーグレット、フラッピ・チョッピ・ムープ・フープが登場する

### フィギュア
S.H.Figuartsシリーズ

S.H.Figuarts キュアブルーム
魂ウェブ商店限定。2017年8月発送。フラッピのミニフィギュアが付属。
S.H.Figuarts キュアブルーム&満セット
魂ウェブ商店限定。2017年8月発送。キュアブルームの一式に加え、月の力の羽衣を着た霧生満、クリスタル・コミューン、プリキュア・スパイラル・リング、バリアおよびプリキュア・スパイラル・ハート・スプラッシュ用のエフェクトパーツが付属するセット商品。
S.H.Figuarts キュアイーグレット
魂ウェブ商店限定。2017年11月発送。チョッピのミニフィギュアが付属。
S.H.Figuarts キュアイーグレット&薫セット
魂ウェブ商店限定。2017年11月発送。キュアイーグレットの一式に加え、風の力の羽衣を着た霧生薫、クリスタル・コミューン、プリキュア・スパイラル・リング、バリアおよびプリキュア・スパイラル・ハート・スプラッシュ用のエフェクトパーツが付属するセット商品。
上記S.H.Figuarts以外にも、シーエムズコーポレーションより「グッとくるコレクション」として、キュアブルーム、キュアイーグレット、キュアブライト、キュアウィンディ、霧生満&霧生薫セット（最終決戦での月の力と風の力を得た姿をフィギュア化）のアクションフィギュアが発売されている。

## よにんでSUPER☆TEUCHI☆LIVE
本作品にて出会って以降、親交を続けている樹元オリエ、榎本温子、五條真由美、うちやえゆかの4人によって2007年より定期的にライブイベント「よにんでSUPER☆TEUCHI☆LIVE」が行われている。通称（略称）はシリーズ全ライブ共通でテウチまたはテウチライブと呼称される。